# TT279
TT279 (Theban Tomb 279) è la sigla che identifica una delle Tombe dei Nobili ubicate nell'area della cosiddetta Necropoli Tebana, sulla sponda occidentale del Nilo dinanzi alla città di Luxor, in Egitto. Destinata a sepolture di nobili e funzionari connessi alle case regnanti, specie del Nuovo Regno, l'area venne sfruttata, come necropoli, fin dall'Antico Regno e, successivamente, sino al periodo Saitico (con la XXVI dinastia) e Tolemaico.

## Titolare
TT279 era la tomba di:
| Titolare        | Titolo                                                  | Necropoli  | Dinastia/Periodo             | Note |
| --------------- | ------------------------------------------------------- | ---------- | ---------------------------- | ---- |
| Pabasa (o Pbes) | Capo amministratore di Nitokris I, Divina Sposa di Amon | El-Assasif | XXVI dinastia (Psammetico I) |      |

## Biografia
Uniche notizie biografiche ricavabili: il nome del padre, Pedubasti, Divino padre, amato dal dio, e della madre Tasentenhor. Pur essendo nella tomba rappresentati figli e moglie, è noto il nome di uno di costoro, Tahorpakhepesh, ma di altri non è dato di conoscere i nomi o perché non riportati, o perché andati persi.

## La tomba
Scavata negli anni 1918-1919 da Ambrose Lansing per conto del Metropolitan Museum di New York, dal 2004 è parte della concessione archeologica italiana a Luxor; TT279 costituisce una delle sepolture più grandi dell'area delle Tombe dei Nobili; si sviluppa planimetricamente partendo da una lunga scala che immette in un vestibolo; da questo si accede a una corte colonnata e, attraverso un altro corridoio, a una sala ipostila con pilastri; dalla sala si dipartono cappelle laterali e pozzi funerari. Sugli stipiti che precedono la rampa (1 in planimetria), testi dedicatori; una piccola anticamera (2) reca sulle pareti una barca sacra con una divinità maschile tra le dee dell'Oriente e dell'Occidente e immette in una sala rettangolare. Sulle pareti: (3-4) un lungo testo dedicatorio del figlio Tahorpakhepesh e scene della processione funeraria con dolenti su barche e del pellegrinaggio ad Abido. Le scene, integre al momento della scoperta, sono oggi state deturpate e alcune parti di esse sono state illegalmente asportate. Su altre pareti (5-6) lungo testo del defunto e un figlio non identificabile, in qualità di prete sem offre mazzi di fiori al defunto; in altra scena la processione funebre con il sarcofago trainato da buoi.
Un altro corridoio, sulle cui pareti (7) sono rappresentati portatori di offerte e testi dedicati a Osiride e Ra-Horakhti, che affiancano Horus, nonché il defunto in presenza di Psammetico I e della regina Nitokris I, immette in una corte con pilastri e lesene decorati:
- A: testi, un prete, un ba, l'uccello Benu e Anubi dinanzi alla mummia del defunto;
- B: su quattro registri sovrapposti, il defunto in posizione alta sovrintende alla scene inferiori: portatori di offerte e di casse, preparazione di cibi e bevande, uomini con abiti e pezze di lino e donne con specchi;
- C: su quattro registri, il defunto in posizione alta sovrintende alle scene inferiori: scene di filatura e di pulitura del pescato, portatori di offerte, il defunto con i suoi assistenti, pastori e cacciatori armati di bastoni da lancio, piccoli fanciulli (forse figli del defunto);
- D: su quattro registri, due uomini con ampie collane, preti che recano vasi da offertorio, portatori di offerte, scene di vendemmia, testi con il defunto assiso;
- E: testi e il defunto dinanzi a Ptah in alto; il defunto con il suo ba e la sua mummia sdraiata su un letto e il defunto dinanzi alla personificazione di un serpente;
- F: testi vari, falchi alati e Hathor, come vacca sacra, e una testa umana che sorge da un fiore di loto[N 9];
- G, H, I: su più registri, portatori di offerte, divinità femminili, alberi, il defunto in piedi (G) e testi di purificazione e libagione recitati dal defunto;
- J: il defunto e testi in alto, più in basso una barca sulla quale il defunto adora Ra-Horakhti e, più sotto ancora, la stessa scena in cui, però, il defunto adora Ptah;

sugli architravi che congiungono i pilastri tra loro, testi dedicatori. Sulle pareti della corte (8) inni e Litanie di Ra, il defunto che adora Ra-Horakhti e offre libagioni e incensi; poco oltre (9) testi dedicatori recitati dal defunto. Sulla parete più lunga (10) liste di offerte con il defunto assiso e un cane, di cui viene indicato il nome, Heknu, accucciato sotto la sedia; in una scena alcuni preti recitano liste di offerte. Segue (11) il defunto in adorazione di Ptah e (12), su due regiwtri, Psammetico I con latte e la regina Nitocris I con sistri, seguiti dal defunto, dinanzi a Ra-Horakhti e Hathor. Su altre pareti (13) lunghi testi e il defunto in adorazione di Atum e in offertorio ai suoi genitori; poco oltre (14) un testo e un uomo inginocchiato che adora due divinità poste più in alto. Sulla parete lunga (15) preti con liste di offerte dinanzi al defunto assiso, con il cane Heknu sotto la sedie, e un figlio, in qualità di prete, in offertorio; seguono (16) testi con il defunto che detta a uno scriba e (17), su due registri, la regina Nitocris I con vino, seguita dal defunto, che offre libagioni a Osiride, Iside e Harsiesi.
Un'anticamera, sulle cui pareti (18) sono riportati testi, immette in una sala ipostila a pilastri, su cui sono rappresentate divinità, tutte rivolte verso l'asse della sala stessa, con scarse rimanenze decorative: (19) resti di scene con portatori di offerte, di cui uno che conduce una mucca; su altra parete (20), sull'architrave di un ingresso a camera laterale, testi e portatori di offerte. Sul fondo della sala (21) una nicchia sulle cui pareti il defunto dinanzi a due divinità non identificabili (forse Iside e Nephtys), formule di offerta, scene solo abbozzate della dea dell'Oriente (?) a sinistra, e dell'Occidente a destra, dinanzi a una divinità mummiforme. Ai lati della nicchia, tori e vacche sacre. Un breve corridoio nell'angolo sud-est della sala immette in un appartamento funerario, la cui decorazione è molto danneggiata, in cui si aprono pozzi verticali non ancora esplorati
Il sarcofago in granito, precedentemente nella collezione del Duca di Hamilton, si trova oggi presso la Glasgow Art Gallery and Museum (Kelvingrove Art Gallery and Museum) (cat. 22.86), mentre una tavola da offerte in granito rosso si trova al Museum of Modern Art di New York (cat. MMA 22.3.2). Si ritiene, inoltre, che una statua della dea Taweret, rinvenuta nel tempio di Karnak e oggi al Museo Egizio del Cairo (cat. CG 39145) provenga da TT279.

### Annotazioni
1. ↑  La numerazione dei locali e delle pareti segue quella di Porter e Moss 1927, p. 356.
2. ↑  La prima numerazione delle tombe, dalla numero 1 alla 252, risale al 1913 con l'edizione del "Topographical Catalogue of the Private Tombs of Thebes" di Alan Gardiner e Arthur Weigall. Le tombe erano numerate in ordine di scoperta e non geografico; ugualmente in ordine cronologico di scoperta sono le tombe dalla 253 in poi.
3. ↑  I campi della Duat, ovvero l'aldilà egizio, si trovavano, secondo le credenze, proprio sulla riva occidentale del grande fiume.
4. ↑  Nella sua epoca di utilizzo, l'area era nota come "Quella di fronte al suo Signore" (con riferimento alla riva orientale, dove si trovavano le strutture dei Palazzi di residenza dei re e i templi dei principali dei) o, più semplicemente, "Occidente di Tebe".
5. ↑  le Tombe dei Nobili, benché raggruppate in un'unica area, sono di fatto distribuite su più necropoli distinte.
6. ↑  Le note, sovente di inquadramento topografico della tomba, sono tratte dal "Topographical Catalogue" di Gardiner e Weigall, ed. 1913 e fanno perciò riferimento alla situazione dell'epoca.
7. ↑  Ambrose Lansing (1891-1959), egittologo e antropologo americano.
8. ↑  Il "sem" era il prete, o l'erede, cui competeva la cerimonia di apertura della bocca per consentire al defunto di vivere pienamente della Duat.
9. ↑  La rappresentazione di una testa umana che sorge dal fiore di loto richiama la mitologia di Atum, dio primevo, nato dal monticello primordiale scaturito dal Nun, l'oceano primordiale.

### Fonti
1. ↑  Gardiner e Weigall 1913.
2. ↑  Donadoni 1999,  p. 115.
3. ↑  Porter e Moss 1927, p. 355.
4. 1 2  Porter e Moss 1927,  p. 357.
5. 1 2   La tomba TT279 di Pabasa: [collegamento interrotto], su acses.it.
6. ↑  Porter e Moss 1927,  p. 358.
7. ↑  Porter e Moss 1927,  p. 359.